# Kirche Altwigshagen

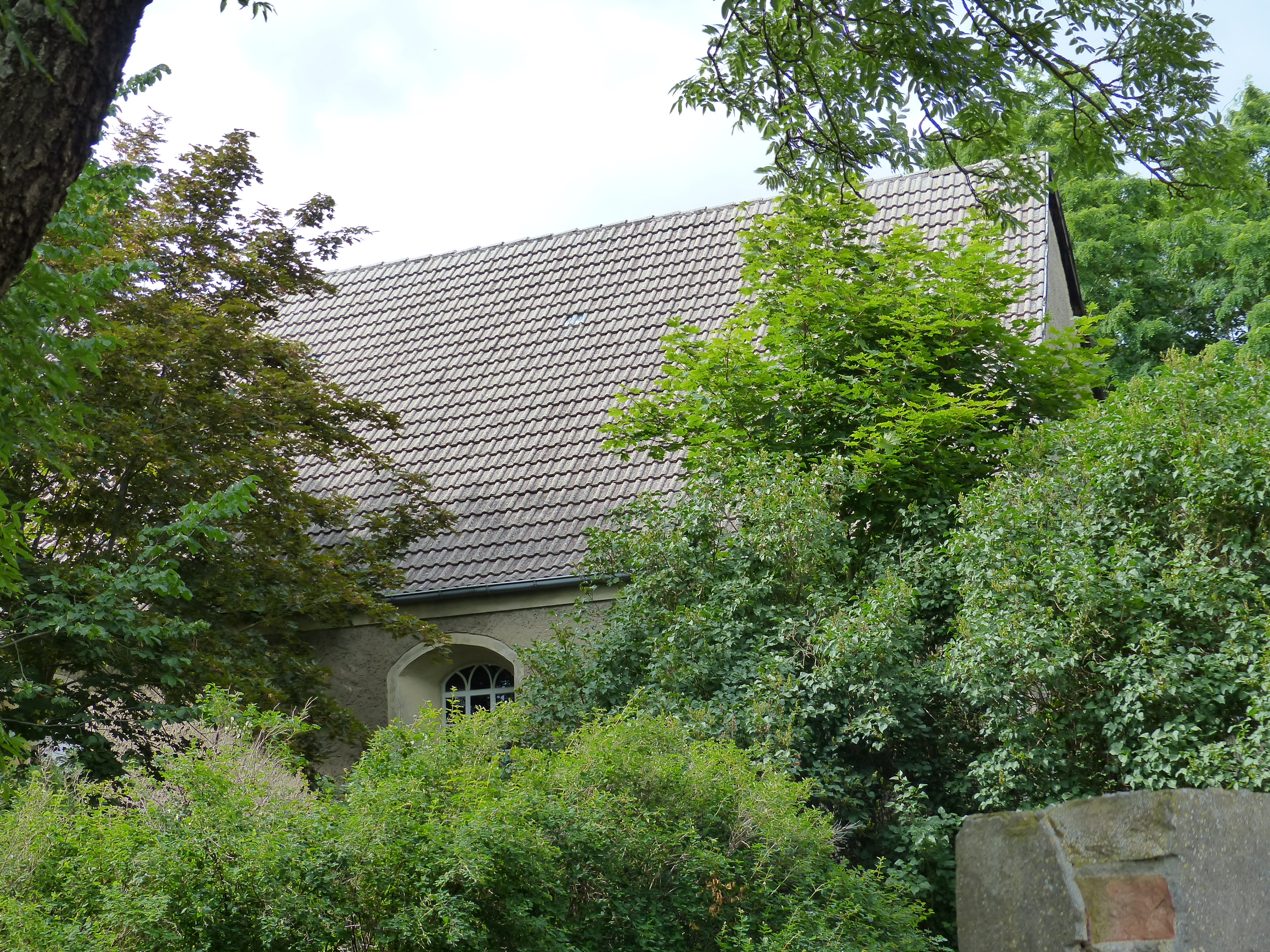
Kirche Altwigshagen

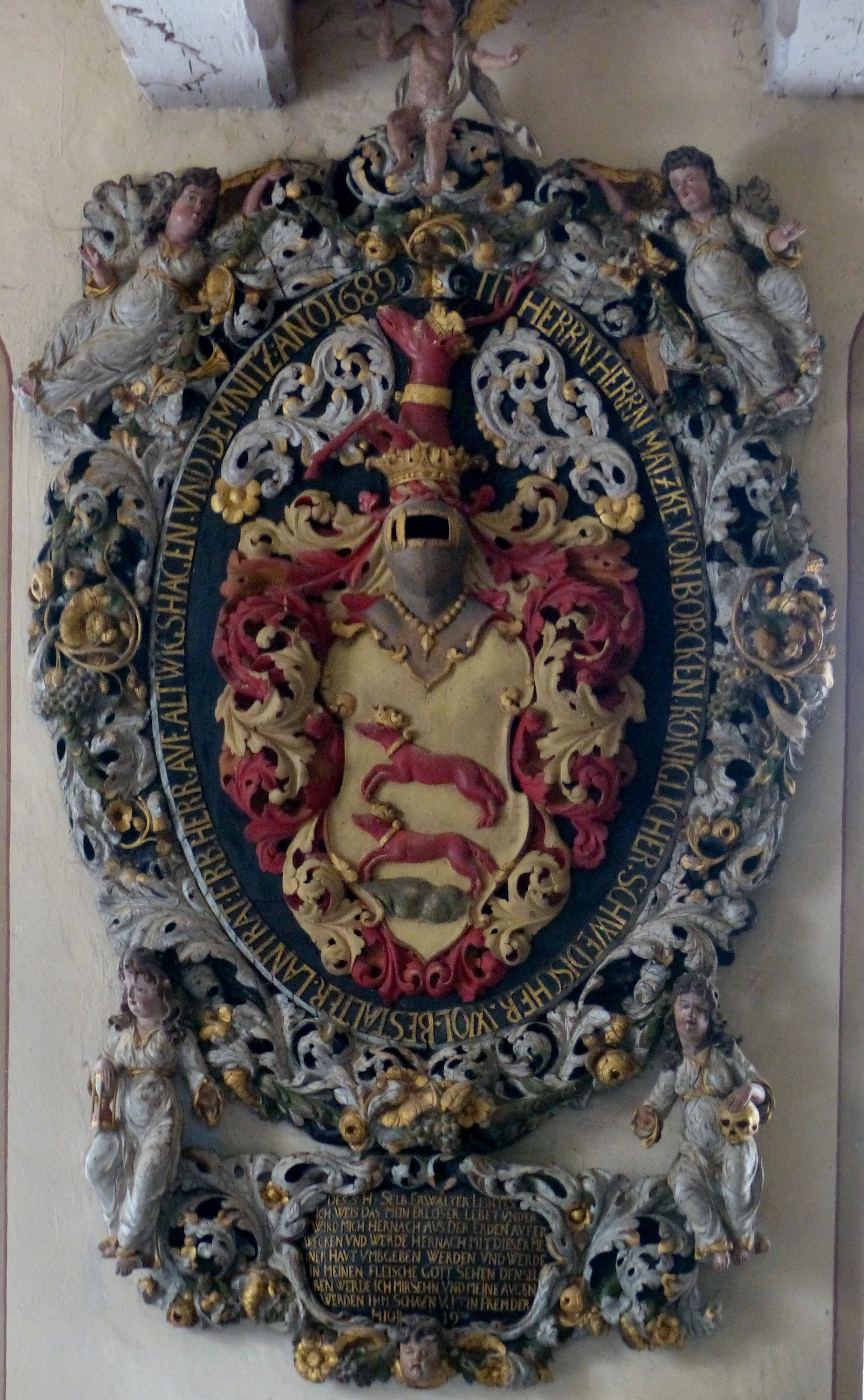
Epitaph für Matzke von Borcke

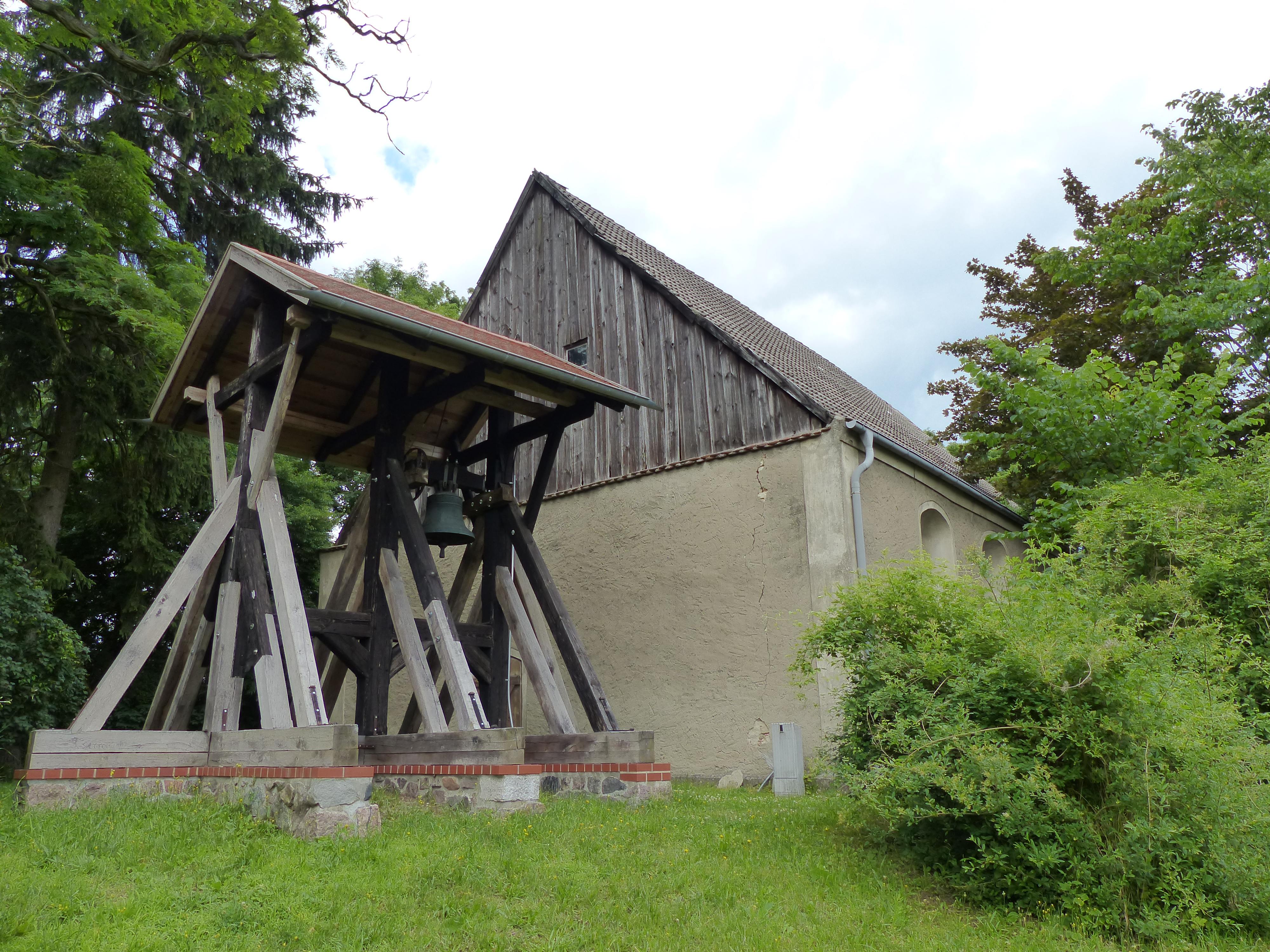
Glockenstuhl

Die Kirche Altwigshagen, in der Gemeinde Altwigshagen im Landkreis Vorpommern-Greifswald in Mecklenburg-Vorpommern, gehört zum Pfarrsprengel Leopoldshagen der Propstei Pasewalk im Pommerschen Evangelischen Kirchenkreis der Evangelisch-Lutherischen Kirche in Norddeutschland.
Bereits im Mittelalter befand sich in Altwigshagen eine Kirche. Aus einer Urkunde von 1313 geht hervor, dass das Kloster Stolpe das Kirchenpatronat innehatte. Ein Altar in der Kirche war dem Heiligen Leichnam geweiht. Der Pfarrer Joachim Luckow wurde 1492 als Nachfolger von Hermann Prauest genannt. Die Kirchen in Lübs und Neuendorf A waren bis ins 20. Jahrhundert Filialkirchen von Altwigshagen.
Das verputzte Kirchengebäude wurde als Feldsteinbau mit rechteckigem Grundriss errichtet. In der zweiten Hälfte des 17. Jahrhunderts erfolgte ein umfassender Umbau der Kirche. Später wurde der Westgiebel mit Brettern verblendet. In der Nordwand befinden sich drei, in der Südwand vier Fenster mit Korbbogen. Die turmlose Kirche hat ein Satteldach.
Die Kanzel und der Altaraufsatz mit Schranken stammen aus dem 17. Jahrhundert. In der Predella befindet sich ein Gemälde des letzten Abendmahls, darüber eine Darstellung der Kreuzigung Christi.
In der Kirche befinden sich zwei Epitaphien, die Mitte der 1990er Jahre im Auftrag des Familienverbandes von Borcke restauriert wurden:
- Das ältere für Matzke von Borcke († 1689), königlich schwedischer Landrat und Erbherr auf Altwigshagen wurde aus Holz gefertigt. In einem Schild befindet sich das geschnitzte und gefärbte Wappen der Borcke beiderseits von Genien mit Stundenglas und Totenkopf umgeben.[2]
- Das Epitaph für den Generalleutnant Georg Heinrich von Borcke († 1747) ist eine aus Holz geschnitzte S-förmige Tafel in Rokoko-Formen mit reicher Vergoldung und einem Porträt des Generals.[2]

Die Glocke wurde 1888 von Ernst Voss in Stettin gegossen. Sie befindet sich in einem freistehenden hölzernen Glockenstuhl vor dem Westgiebel.
In den 1930er oder 1940er Jahren wurde auf dem Dachboden der Kirche eine hölzerne Figurengruppe gefunden, die der Gutsbesitzer und Kirchenpatron von Borcke dem Pommerschen Landesmuseum in Stettin übergab. Die aus Pappelholz geschnitzte Skulptur mit drei Figuren wurde damals als Anna selbdritt identifiziert und als schwäbische Arbeit um 1500 datiert. Möglicherweise handelt es sich aber um eine pommersche Arbeit aus der ersten Hälfte des 16. Jahrhunderts. Das Fragment einer größeren vierten Figur in der Mitte der Gruppe wird als Darstellung der Emerentia angesehen, der Mutter der heiligen Anna. Nach dem Zweiten Weltkrieg wurde die Skulptur vom Nationalmuseum Stettin übernommen, wo sie sich noch heute befindet.